# تقويم كوني
التقويم الكوني هو مقياس يتم فيه تعيين 13.7 مليار سنة لـلكون في سنة واحدة. ويحدث الانفجار العظيم في هذا المقياس في منتصف ليل الأول من يناير، وتم تعيين الوقت الحالي في منتصف ليل 31 ديسمبر. وفي هذا المقياس، هناك 434 سنة على الثانية و1.57 مليون سنة على الساعة و37.7 مليون سنة في اليوم. وانتشر هذا المفهوم عن طريق كارل ساغان في كتابه تنين عدن (The Dragons of Eden) وفي مسلسله التليفزيوني الكون على أنه وسيلة لوضع تصور لكميات هائلة من الوقت في تاريخ الكون.

## السنة الكونية

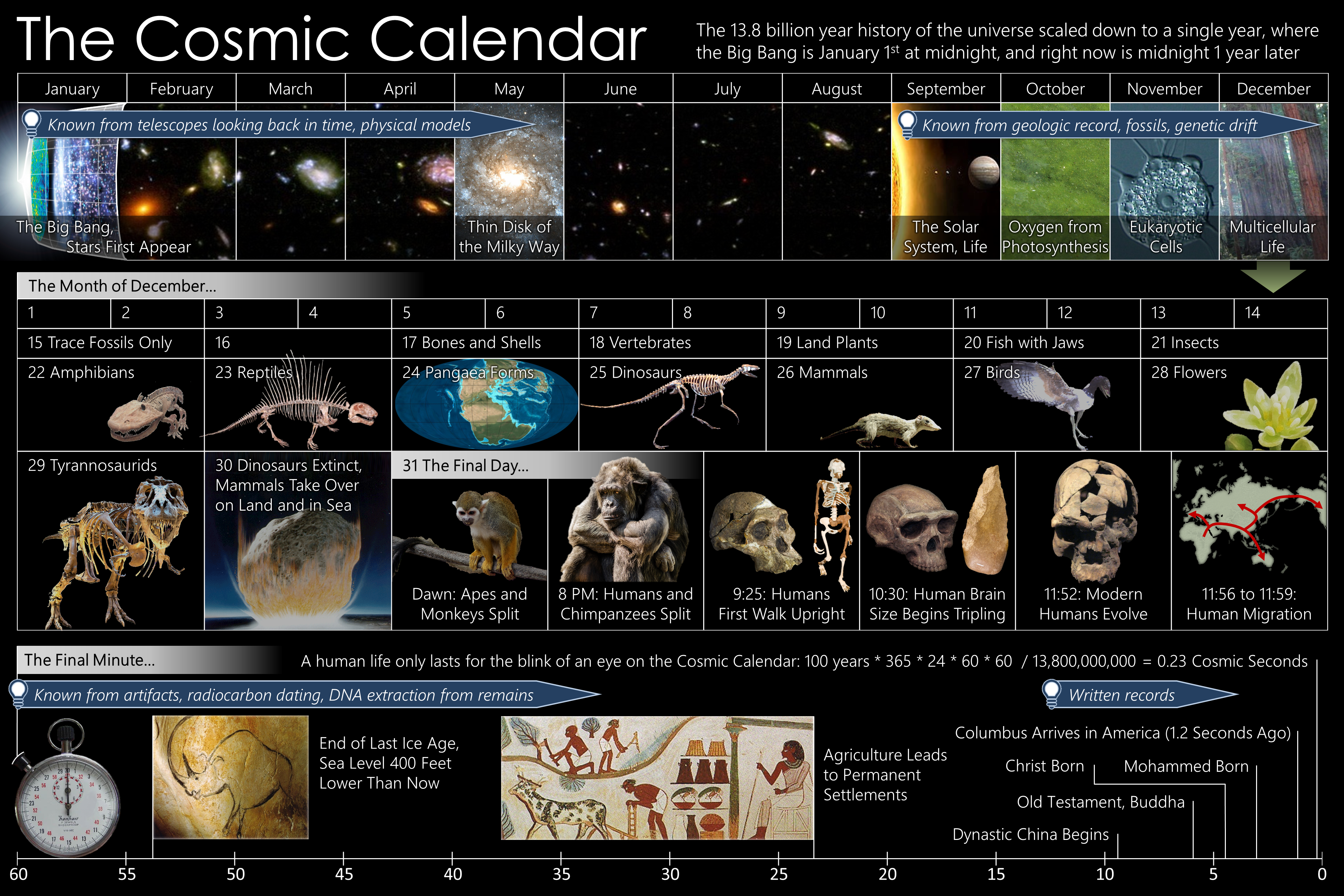
تم تعيين 13.7 مليار سنة من عمر الكون في سنة واحدة. تساعد هذه الصورة في وضع علم الكونيات وتطويره وكتابة التاريخ في سياق. إضافة إلى تأريخ الأحداث المهمة، يتم عرض التواريخ المتوفرة لأنواع الأدلة المختلفة.

### الانفجار العظيم
| التاريخ   | bya  | الحدث                                                         |
| --------- | ---- | ------------------------------------------------------------- |
| 1 يناير   | 13.7 | الانفجار العظيم، كما رأيناه عن طريق الأشعة الكونية في الخلفية |
| 11 مايو   | 8.8  | تم تشكيل مجرة درب التبانة                                     |
| 1 سبتمبر  | 4.57 | تشكلت الشمس (الكواكب وقمر الأرض بعد ذلك بوقت قصير)            |
| 16 سبتمبر | 4.0  | أقدم صخور معروفة على الأرض                                    |

### تطور الحياة
| التاريخ   | bya   | الحدث                                              |
| --------- | ----- | -------------------------------------------------- |
| 21 سبتمبر | 3.8   | الحياة الأولى (بدائيات النوى)                      |
| 12 أكتوبر | 3     | التمثيل الضوئي                                     |
| 29 أكتوبر | 2.4   | أكسدة الجو                                         |
| 8 نوفمبر  | 2     | الخلايا المعقدة (حقيقيات النوى)                    |
| 5 ديسمبر  | 1     | الحياة الأولى متعددة الخلايا                       |
| 14 ديسمبر | 0.67  | حيوانات بسيطة                                      |
| 14 ديسمبر | 0.55  | مفصليات الأرجل (أسلاف الحشرات والعناكب)            |
| 18 ديسمبر | 0.5   | الأسماك والحيوانات البرمائية الأولى                |
| 20 ديسمبر | 0.45  | نباتات الأرض                                       |
| 21 ديسمبر | 0.4   | الحشرات والبذور                                    |
| 22 ديسمبر | 0.36  | الحيوانات البرية                                   |
| 23 ديسمبر | 0.3   | الزواحف                                            |
| 26 ديسمبر | 0.2   | الثدييات                                           |
| 27 ديسمبر | 0.15  | الطيور                                             |
| 28 ديسمبر | 0.13  | الزهور                                             |
| 30 ديسمبر | 0.065 | انقراض العصر الطباشيري-الثلاثي، اندثرت الديناصورات |

### التطور البشري
| التاريخ / الوقت     | bya   | الحدث                               |
| ------------------- | ----- | ----------------------------------- |
| 30 ديسمبر           | 65    | الرئيسيات                           |
| 31 ديسمبر، 06:05    | 15    | القرود                              |
| 31 ديسمبر، 14:24    | 15    | القردة العليا                       |
| 31 ديسمبر، 22:24    | 2.5   | البشر البدائي والأدوات الحجرية      |
| 31 ديسمبر، 23:44    | 0.4   | استئناس النار                       |
| 31 ديسمبر، 23:52    | 0.2   | الإنسان الحديث من الناحية التشريحية |
| 31 ديسمبر، 23:55    | 0.11  | بداية العصر الجليدي الأخير          |
| 31 ديسمبر، 23:58    | 0.035 | النحت والرسم                        |
| 31 ديسمبر، 23:59:32 | 0.012 | الزراعة                             |

### بداية التاريخ
| التاريخ / الوقت     | السنة | الحدث |
| ------------------- | ----- | --- |
| 31 ديسمبر، 23:59:47 | 5.5   | أول عملية كتابة (علامات نهاية عصور ما قبل التاريخ وبداية التاريخ)، وبدايةالعصر البرونزي                                         |
| 31 ديسمبر، 23:59:48 | 5.0   | الأسرة المصرية الأولى، أوائل فترة الأسر الحاكمة في سومر، علم الفلك                                                              |
| 31 ديسمبر، 23:59:49 | 4.5   | ألفبائية والإمبراطورية الأكدية والعجلة                                                                                          |
| 31 ديسمبر، 23:59:51 | 4.0   | شريعة حمورابي، الدولة الوسطى |
| 31 ديسمبر، 23:59:52 | 3.5   | اليونان الميسينية؛ حضارة أولمك؛ العصر الحديدي في الشرق الأدنى والهند وأوروبا؛ تأسيس قرطاجية                                     |
| 31 ديسمبر، 23:59:53 | 3.0   | مملكة إسرائيل ودورة الألعاب الأوليمبية القديمة                                                                                  |
| 31 ديسمبر، 23:59:54 | 2.5   | بوذا وكونفوشيوس وتشين واليونان القديمة وإمبراطورية أشوكا وفيدا المكتملة، الهندسة الإقليدية وفيزياء أرخميدس والجمهورية الرومانية |
| 31 ديسمبر، 23:59:55 | 2.0   | علم الفلك البطلمي والإمبراطورية الرومانية والمسيح واختراع الأعداد (رقم)0                                                        |
| 31 ديسمبر، 23:59:56 | 1.5   | محمد وحضارة مايا وأسرة سونغوصعود الإمبراطورية البيزنطية                                                                         |
| 31 ديسمبر، 23:59:58 | 1.0   | الإمبراطورية المغولية والحملات الصليبية ورحلة كريستوفر كولومبوس للأمريكتين وعصر النهضة في أوروبا                                |

### العصر الحديث
| التاريخ / الوقت     | السنة | الحدث |
| ------------------- | ----- | --- |
| 31 ديسمبر، 23:59:59 | 0.5   | العلوم الحديثة والتكنولوجيا والثورة الأمريكية والثورة الفرنسية والحرب العالمية الأولى والحرب العالمية الثانية وهبوط أبولو على القمر |